# 북비스마르크판
북비스마르크판은 뉴기니섬의 북동 해안과 비스마르크해 일대가 속한 판이다. 북쪽에서는 태평양판, 캐롤라인판과 접한다. 서쪽에서는 우들라크판 밑으로 섭입하며, 남비스마르크판과는 발산 경계에 의해 나뉜다. 이 일대에서는 약간의 지진 활동이 일어나고 있다.

## 같이 보기
- 파푸아뉴기니의 지진 목록

## 참고
- Bird, P. (2003). “An updated digital model of plate boundaries”. 《Geochemistry, Geophysics, Geosystems》 4 (3): 1027. doi:10.1029/2001GC000252.